# Нове Ахпердіно
Нове Ахпе́рдіно (рос. Новое Ахпердино, чув. Çĕнĕ Ахпӳрт) — село у складі Батиревського району Чувашії, Росія. Адміністративний центр Новоахпердінського сільського поселення.
Населення — 1105 осіб (2010; 1243 у 2002).
Національний склад:
- чуваші — 99 %